# Thamnocalamus tessellatus
Thamnocalamus tessellatus är en gräsart som först beskrevs av Christian Gottfried Daniel Nees von Esenbeck, och fick sitt nu gällande namn av Thomas Robert Soderstrom och R.P. Ellis. Thamnocalamus tessellatus ingår i släktet Thamnocalamus och familjen gräs. Inga underarter finns listade i Catalogue of Life.